# Nor-Am Cup 1999
La Nor-Am Cup 1999 fu la 24ª edizione della manifestazione organizzata dalla Federazione Internazionale Sci; iniziò il 23 novembre 1998 a Beaver Creek, negli Stati Uniti, e si concluse il 3 aprile 1999 a Mount Bachelor, ancora negli Stati Uniti.
In campo maschile furono disputate 28 gare (6 discese libere, 7 supergiganti, 6 slalom giganti, 9 slalom speciali), in 11 diverse località. Il canadese Jeff Durand si aggiudicò sia la classifica generale, sia quella di discesa libera; gli statunitensi Scott Macartney, Thomas Vonn e Andy LeRoy vinsero rispettivamente quelle di supergigante, di slalom gigante e di slalom speciale. Lo statunitense Casey Puckett era il detentore uscente della Coppa generale.
In campo femminile furono disputate 23 gare (5 discese libere, 5 supergiganti, 6 slalom giganti, 7 slalom speciali), in 9 diverse località. La statunitense Alison Powers si aggiudicò sia la classifica generale, sia quella di supergigante; le sue connazionali Megan Ganong e Alexandra Shaffer vinsero rispettivamente quelle di discesa libera e di slalom gigante e la canadese Geneviève Simard quella di slalom speciale. La canadese Emily Brydon era la detentrice uscente della Coppa generale.

## Uomini

### Risultati
| Data             | Località           | Nazione     | Spec. | Primo             | Secondo           | Terzo               |
| ---------------- | ------------------ | ----------- | ----- | ----------------- | ----------------- | ------------------- |
| 23 novembre 1998 | Beaver Creek       | Stati Uniti | GS    | Patrik Järbyn     | Walter Girardi    | Dane Spencer        |
| 24 novembre 1998 | Winter Park        | Stati Uniti | SL    | Sacha Gros        | Benjamin Raich    | Drago Grubelnik     |
| 25 novembre 1998 | Winter Park        | Stati Uniti | SL    | Giorgio Rocca     | Benjamin Raich    | Mitja Valenčič      |
| 27 novembre 1998 | Park City          | Stati Uniti | GS    | Dane Spencer      | Sami Uotila       | J. Andrew Martin    |
| 28 novembre 1998 | Park City          | Stati Uniti | SL    | Andy LeRoy        | Kevin Stell       | Martin Tichý        |
| 30 novembre 1998 | Aspen              | Stati Uniti | SG    | Patrik Järbyn     | Peter Runggaldier | Vincent Lavoie      |
| 1º dicembre 1998 | Aspen              | Stati Uniti | SG    | Didier Défago     | Marco Büchel      | Sacha Gros          |
| 4 dicembre 1998  | Lake Louise        | Canada      | DH    | Jeff Durand       | Ivica Kostelić    | Daimion Applegath   |
| 5 dicembre 1998  | Lake Louise        | Canada      | DH    | Ivica Kostelić    | Jeff Durand       | Craig Branch        |
| 5 dicembre 1998  | Lake Louise        | Canada      | SG    | Jeff Durand       | Scott Macartney   | Craig Branch        |
| 6 dicembre 1998  | Lake Louise        | Canada      | SG    | Scott Macartney   | Craig Branch      | Ivica Kostelić      |
| 1º gennaio 1999  | Whiteface Mountain | Stati Uniti | GS    | Thomas Vonn       | Dane Spencer      | David Viele         |
| 2 gennaio 1999   | Whiteface Mountain | Stati Uniti | GS    | Thomas Vonn       | David Viele       | Uroš Pavlovčič      |
| 3 gennaio 1999   | Whiteface Mountain | Stati Uniti | SL    | Chip Knight       | Andy LeRoy        | Drew Thorne-Thomsen |
| 4 gennaio 1999   | Whiteface Mountain | Stati Uniti | SL    | Jean-Philippe Roy | Martin Tichý      | Uroš Pavlovčič      |
| 17 febbraio 1999 | Apex               | Canada      | DH    | Kevin Wert        | Darin McBeath     | Jeff Durand         |
| 20 febbraio 1999 | Apex               | Canada      | DH    | Kevin Wert        | Jeff Durand       | Luke Sauder         |
| 22 febbraio 1999 | Sugarloaf          | Stati Uniti | SG    | Jeff Durand       | Scott Macartney   | Cameron Culbert     |
| 24 febbraio 1999 | Sugarloaf          | Stati Uniti | DH    | Jeff Durand       | Scott Macartney   | Justin Johnson      |
| 25 febbraio 1999 | Sugarloaf          | Stati Uniti | DH    | Jeff Durand       | Daimion Applegath | Scott Macartney     |
| 26 febbraio 1999 | Sugarloaf          | Stati Uniti | SG    | Jeff Durand       | Scott Macartney   | Daimion Applegath   |
| 11 marzo 1999    | Georgian Peaks     | Canada      | SL    | Stanley Hayer     | Jeff Lines        | Vincent Lavoie      |
| 12 marzo 1999    | Georgian Peaks     | Canada      | SL    | Michael Tichy     | Martin Tichý      | Drew Thorne-Thomsen |
| 28 marzo 1999    | Mount Norquay      | Canada      | SL    | Jean-Philippe Roy | Uroš Pavlovčič    | Drew Thorne-Thomsen |
| 29 marzo 1999    | Mount Norquay      | Canada      | GS    | Thomas Vonn       | Uroš Pavlovčič    | Erik Schlopy        |
| 1º aprile 1999   | Mount Bachelor     | Stati Uniti | GS    | Erik Schlopy      | Thomas Vonn       | Chip Knight         |
| 2 aprile 1999    | Mount Bachelor     | Stati Uniti | SG    | Scott Macartney   | Thomas Vonn       | Jakub Fiala         |
| 3 aprile 1999    | Mount Bachelor     | Stati Uniti | SL    | Uroš Pavlovčič    | Andy LeRoy        | Drew Thorne-Thomsen |

Legenda:

DH = discesa libera

SG = supergigante

GS = slalom gigante

SL = slalom speciale

### Classifiche

#### Generale
| Pos. | Nome              | Nazione     | Punti |
| ---- | ----------------- | ----------- | ----- |
| 1    | Jeff Durand       | Canada      | 865   |
| 2    | Scott Macartney   | Stati Uniti | 831   |
| 3    | Thomas Vonn       | Stati Uniti | 554   |
| 4    | Erik Schlopy      | Stati Uniti | 547   |
| 5    | Uroš Pavlovčič    | Slovenia    | 522   |
| 6    | Daimion Applegath | Canada      | 500   |
| 7    | Vincent Lavoie    | Canada      | 464   |
| 8    | Dane Spencer      | Stati Uniti | 448   |
| 9    | Jeff Hume         | Canada      | 428   |
| 10   | Cameron Culbert   | Canada      | 411   |

#### Discesa libera
| Pos. | Nome              | Nazione     | Punti |
| ---- | ----------------- | ----------- | ----- |
| 1    | Jeff Durand       | Canada      | 520   |
| 2    | Daimion Applegath | Canada      | 302   |
| 3    | Scott Macartney   | Stati Uniti | 286   |
| 4    | Kevin Wert        | Canada      | 200   |
| 5    | Jeff Hume         | Canada      | 185   |

#### Supergigante
| Pos. | Nome              | Nazione     | Punti |
| ---- | ----------------- | ----------- | ----- |
| 1    | Scott Macartney   | Stati Uniti | 440   |
| 2    | Jeff Durand       | Canada      | 345   |
| 3    | Daimion Applegath | Canada      | 198   |
| 4    | Cameron Culbert   | Canada      | 190   |
| 5    | Vincent Lavoie    | Canada      | 189   |

#### Slalom gigante
| Pos. | Nome           | Nazione     | Punti |
| ---- | -------------- | ----------- | ----- |
| 1    | Thomas Vonn    | Stati Uniti | 430   |
| 2    | Dane Spencer   | Stati Uniti | 335   |
| 3    | Erik Schlopy   | Stati Uniti | 228   |
| 4    | Uroš Pavlovčič | Slovenia    | 225   |
| 5    | David Viele    | Stati Uniti | 196   |

#### Slalom speciale
| Pos. | Nome                | Nazione     | Punti |
| ---- | ------------------- | ----------- | ----- |
| 1    | Andy LeRoy          | Stati Uniti | 351   |
| 2    | Uroš Pavlovčič      | Slovenia    | 297   |
| 3    | Drew Thorne-Thomsen | Stati Uniti | 271   |
| 4    | Martin Tichý        | Canada      | 230   |
| 5    | Jean-Philippe Roy   | Canada      | 218   |

## Donne

### Risultati
| Data             | Località         | Nazione     | Spec. | Prima                           | Seconda               | Terza                 |
| ---------------- | ---------------- | ----------- | ----- | ------------------------------- | --------------------- | --------------------- |
| 24 novembre 1998 | Beaver Creek     | Stati Uniti | GS    | Birgit Heeb                     | María José Rienda     | Ana Galindo           |
| 25 novembre 1998 | Beaver Creek     | Stati Uniti | GS    | Anita Wachter                   | Anja Pärson           | Špela Pretnar         |
| 27 novembre 1998 | Beaver Creek     | Stati Uniti | SL    | Nataša Bokal                    | Karin Köllerer        | Alenka Dovžan         |
| 28 novembre 1998 | Beaver Creek     | Stati Uniti | SL    | Nataša Bokal Kristina Koznick   |                       | Christel Pascal       |
| 29 novembre 1998 | Loveland         | Stati Uniti | SL    | Karin Köllerer                  | Sabine Egger          | Vicky Grau            |
| 7 dicembre 1998  | Mammoth Mountain | Stati Uniti | SG    | Sara-Maude Boucher              | Kjersti Bjorn-Roli    | Alison Powers         |
| 7 dicembre 1998  | Mammoth Mountain | Stati Uniti | SG    | Alison Powers                   | Sara-Maude Boucher    | Kjersti Bjorn-Roli    |
| 10 dicembre 1998 | Mammoth Mountain | Stati Uniti | DH    | Megan Ganong                    | Alison Powers         | Anne-Marie LeFrançois |
| 10 dicembre 1998 | Mammoth Mountain | Stati Uniti | DH    | Megan Ganong                    | Anne-Marie LeFrançois | Alison Powers         |
| 2 gennaio 1999   | Sugarbush        | Stati Uniti | GS    | Gail Kelly                      | Alexandra Krebs       | Britt Janyk           |
| 3 gennaio 1999   | Sugarbush        | Stati Uniti | GS    | Geneviève Simard                | Britt Janyk           | Alexandra Shaffer     |
| 4 gennaio 1999   | Val Saint-Côme   | Canada      | SL    | Geneviève Simard                | Kateřina Tichý        | Alexandra Shaffer     |
| 5 gennaio 1999   | Val Saint-Côme   | Canada      | SL    | Geneviève Simard                | Kateřina Tichý        | Alexandra Shaffer     |
| 17 febbraio 1999 | Apex             | Canada      | DH    | Alison Powers                   | Jonna Mendes          | Sara-Maude Boucher    |
| 22 febbraio 1999 | Sugarloaf        | Stati Uniti | SG    | Alison Powers                   | Jonna Mendes          | Sara-Maude Boucher    |
| 24 febbraio 1999 | Sugarloaf        | Stati Uniti | DH    | Jonna Mendes                    | Anne-Marie LeFrançois | Megan Ganong          |
| 25 febbraio 1999 | Sugarloaf        | Stati Uniti | DH    | Anne-Marie LeFrançois           | Megan Ganong          | Jonna Mendes          |
| 26 febbraio 1999 | Sugarloaf        | Stati Uniti | SG    | Anne-Marie LeFrançois           | Alison Powers         | Sara-Maude Boucher    |
| 27 marzo 1999    | Mount Hood       | Stati Uniti | GS    | Alexandra Shaffer               | Britt Janyk           | Kirsten Clark         |
| 28 marzo 1999    | Mount Hood       | Stati Uniti | SL    | Allison Forsyth                 | Isabelle Fabre        | Alexandra Shaffer     |
| 1º aprile 1999   | Mount Bachelor   | Stati Uniti | GS    | Allison Forsyth Tove Pashkowski |                       | Alexandra Shaffer     |
| 2 aprile 1999    | Mount Bachelor   | Stati Uniti | SG    | Anne-Marie LeFrançois           | Emily Brydon          | Kjersti Bjorn-Roli    |
| 3 aprile 1999    | Mount Bachelor   | Stati Uniti | SL    | Kristina Koznick                | Sarah Schleper        | Tasha Nelson          |

Legenda:

DH = discesa libera

SG = supergigante

GS = slalom gigante

SL = slalom speciale

### Classifiche

#### Generale
| Pos. | Nome                  | Nazione     | Punti |
| ---- | --------------------- | ----------- | ----- |
| 1    | Alison Powers         | Stati Uniti | 752   |
| 2    | Anne-Marie LeFrançois | Canada      | 659   |
| 3    | Sara-Maude Boucher    | Canada      | 646   |
| 4    | Alexandra Shaffer     | Stati Uniti | 561   |
| 5    | Megan Ganong          | Stati Uniti | 549   |
| 6    | Geneviève Simard      | Canada      | 481   |
| 7    | Jonna Mendes          | Stati Uniti | 479   |
| 8    | Allison Forsyth       | Canada      | 407   |
| 9    | Kjersti Bjorn-Roli    | Stati Uniti | 400   |
| 10   | Britt Janyk           | Canada      | 381   |

#### Discesa libera
| Pos. | Nome                  | Nazione     | Punti |
| ---- | --------------------- | ----------- | ----- |
| 1    | Megan Ganong          | Stati Uniti | 385   |
| 2    | Anne-Marie LeFrançois | Canada      | 370   |
| 3    | Alison Powers         | Stati Uniti | 340   |
| 4    | Sara-Maude Boucher    | Canada      | 240   |
| 4    | Jonna Mendes          | Stati Uniti | 240   |

#### Supergigante
| Pos. | Nome                  | Nazione     | Punti |
| ---- | --------------------- | ----------- | ----- |
| 1    | Alison Powers         | Stati Uniti | 376   |
| 2    | Sara-Maude Boucher    | Canada      | 314   |
| 3    | Kjersti Bjorn-Roli    | Stati Uniti | 250   |
| 4    | Anne-Marie LeFrançois | Canada      | 234   |
| 5    | Jennifer Delich       | Canada      | 138   |

#### Slalom gigante
| Pos. | Nome              | Nazione     | Punti |
| ---- | ----------------- | ----------- | ----- |
| 1    | Alexandra Shaffer | Stati Uniti | 276   |
| 2    | Britt Janyk       | Canada      | 246   |
| 3    | Allison Forsyth   | Canada      | 164   |
| 4    | Tove Pashkowski   | Stati Uniti | 161   |
| 5    | Gail Kelly        | Canada      | 152   |

#### Slalom speciale
| Pos. | Nome              | Nazione     | Punti |
| ---- | ----------------- | ----------- | ----- |
| 1    | Geneviève Simard  | Canada      | 334   |
| 2    | Kristina Koznick  | Stati Uniti | 250   |
| 3    | Alexandra Shaffer | Canada      | 245   |
| 4    | Kateřina Tichý    | Canada      | 241   |
| 5    | Nataša Bokal      | Slovenia    | 200   |